# 제임스 A. 로빈슨
제임스 앨런 로빈슨(영어: James Alan Robinson, 1960년 2월 27일~)은 영국의 경제학자이다. 2024년에 다론 아제몰루, 사이먼 존슨과 함께 노벨 경제학상을 수상했다.